# إيلي إيورداتش
إيلي إيورداتش (بالرومانية: Ilie Iordache)‏ هو لاعب كرة قدم روماني في مركز الوسط، ولد في 23 مارس 1985 في بوخارست في رومانيا. لعب مع أيك أثينا ورابيد بوخارست وسي إس باندوري تارغو جيو وكونكورديا كياجنا ونادي أوتيلول ريشيتا ونادي تارغو موريش ويونيفرسيتاتيا كرايوفا.